# Entomodestes
Entomodestes är ett fågelsläkte i familjen trastar inom ordningen tättingar. Släktet omfattar endast två arter som förekommer i Anderna från Colombia till Bolivia:
- Vitörad skogstrast (E. leucotis)
- Svart skogstrast (E. coracinus)